# Shaun Livingston
Pour les articles homonymes, voir Livingston.
Shaun Patrick Livingston (né le 11 septembre 1985, à Peoria, dans l'Illinois) est un joueur de basket-ball professionnel américain évoluant aux postes de meneur et d'arrière.

## Carrière universitaire
Livingston joue au Richwoods High School pendant deux ans avant de partir pour le lycée de Peoria Central dans l'Illinois. Livingston accepte une bourse d'études pour jouer dans l'équipe universitaire des Blue Devils de Duke mais renonce finalement à jouer en NCAA et se présente à la Draft 2004 de la NBA, à un peu moins de 19 ans.

## Carrière professionnelle

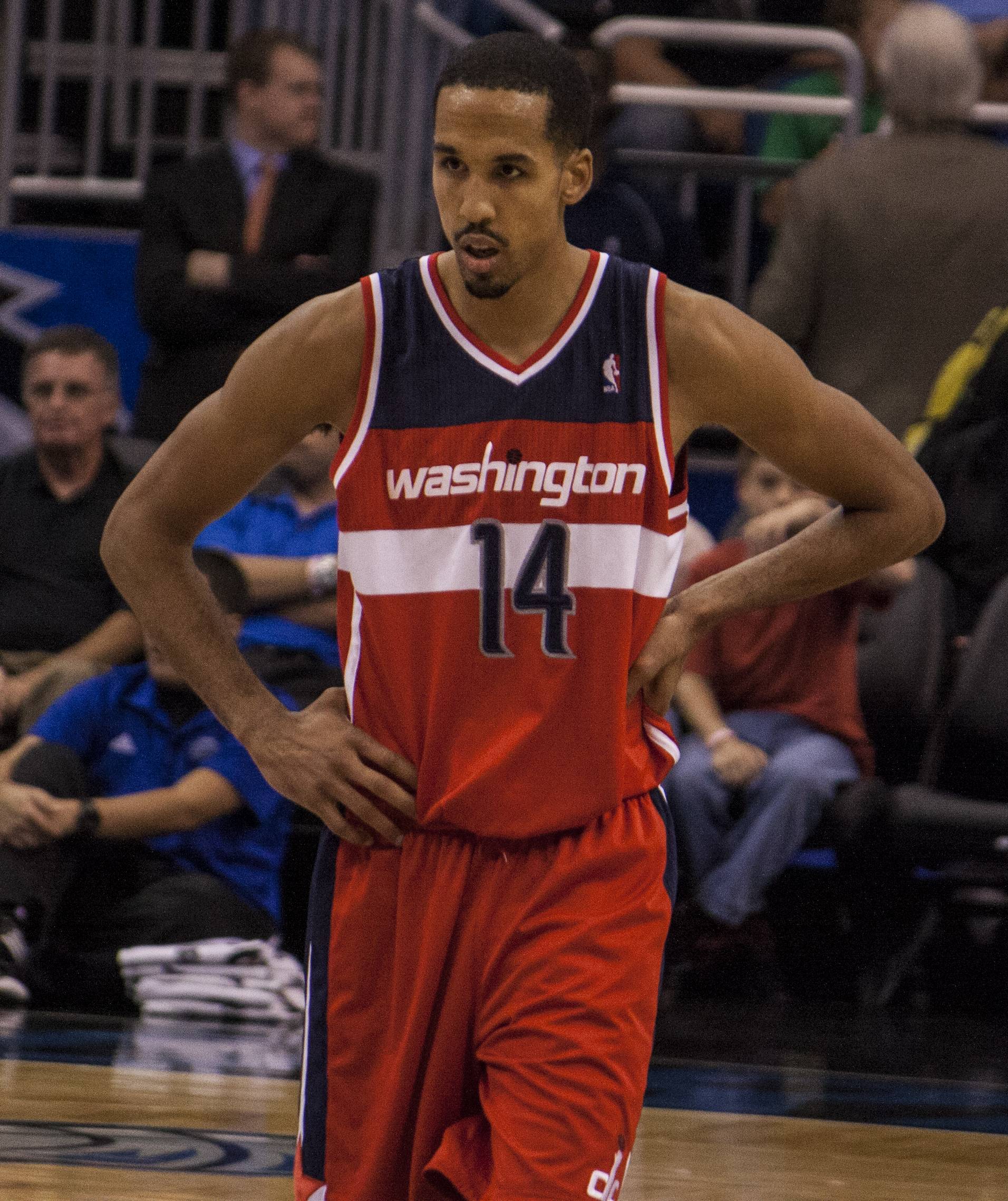
Shaun Livingston, en 2012, aux couleurs des Washington Wizards.

### 2004-2006
Il est choisi en 4e position par les Clippers de Los Angeles.
Livingston mesure 2,01 m ce qui est grand pour un meneur de jeu : on le compare par conséquent souvent à Magic Johnson. Livingston a enregistré un record en carrière de 14 passes décisives le 23 février 2007 contre les Warriors de Golden State.
Livingston joue 91 rencontres avec 6,3 points en moyenne par match dans ses deux premières saisons NBA, . Il joue les playoffs dès la deuxième.
Dans sa troisième , il marque 9,3 points par match en moyenne.

### Blessure au genou
Lors d'un match contre les Bobcats de Charlotte, le 26 février 2007, en allant au lay-up lors du contre-attaque, Livingston se casse la jambe et se disloque la rotule gauche lors d'un atterrissage maladroit.
Il s'est blessé plusieurs parties de sa jambe : déchirure du ligament croisé antérieur, déchirure du ligament croisé postérieur, déchirure du ménisque, entorse du ligament collatéral tibial, luxation de la rotule, fracture de la jambe gauche. La blessure est telle que les médecins envisageaient l'amputation et elle reste à ce jour, comme une des pire blessures de l'histoire de la NBA.
Il manque derrière toute la saison 2007-2008.

### Retour de blessure
Après quasiment 16 mois d'inactivité, les médecins des Clippers de Los Angeles autorisent Shaun Livingston à reprendre la pratique professionnelle du basketball. Cependant, il n'a plus de contrat NBA et après une telle période, il est difficile pour Livingston d'apporter des certitudes sur son niveau de jeu : il ne participe donc à aucun match de la saison 2007-2008.
Mais durant l'été 2008, il signe avec le Heat de Miami qui a besoin d'un meneur. C'est l'occasion pour lui de relancer sa carrière.
Le 7 janvier 2009, il est transféré aux Grizzlies de Memphis avec de l'argent supplémentaire contre un second tour de draft 2012. Mais il est coupé dans la foulée,.
Le 7 mars 2009, il signe avec les 66ers de Tulsa en D-League. Le 31 mars, il signe un contrat avec le Thunder d'Oklahoma City. Lors de son premier match avec le Thunder où son équipe s'est inclinée à domicile 107 à 72 contre les Trail Blazers de Portland, il est l'une des seules satisfactions.
Le 17 novembre 2009, Livingston repasse sur le billard pour une arthroscopie du genou gauche. Le 22 décembre 2009, il est coupé par le Thunder.
Le 26 février 2010, il signe un contrat de dix jours avec les Wizards de Washington. Après 22 matches, il tourne à 7,8 points et 4 passes décisives par match pour être conservé jusqu'à la fin de la saison.
Le 14 juillet 2010, il signe un contrat de deux ans aux Bobcats de Charlotte.
En octobre 2010, il ressent toujours des douleurs à son genou. Toutefois, il parvient à avoir de plus en plus d'importance sur le jeu des Bobcats.
Le 23 juin 2011, il est envoyé aux Bucks de Milwaukee dans un transfert impliquant trois équipes et sept joueurs. En attendant la fin du lock-out, il jouera pour les Drives de Bloomington.
Le 26 juin 2012, il est transféré aux Rockets de Houston avec ses coéquipiers Jon Leuer et Jon Brockman. Mais, avant le début de la saison, les Rockets coupent ces trois recrues.
Le 15 novembre 2012, il signe un nouveau contrat à Washington mais est coupé le 23 décembre.
Le 25 décembre 2012, il signe aux Cavaliers de Cleveland qui ont coupé Donald Sloan. En mars 2013, il est même titularisé pour pallier la blessure de Kyrie Irving. Malgré de bonnes prestations, il choisit de ne pas rester à Cleveland pour gagner plus d'argent dans un autre club.
En apprenant la fracture ouverte de la jambe de l'arrière de Louisville, Kevin Ware, Livingston se dit prêt à l'aider, lui qui a connu une situation similaire au début de sa carrière.
Le 7 juillet 2013, à la recherche d'un back-up de Deron Williams, les Nets de Brooklyn signent Livingston pour une année. En l'absence de Deron Williams en présaison, il est titularisé et impressionne son coach, Jason Kidd. Il se montre convaincant dès le début de la saison. Le 3 février 2014, il intercepte sept ballons contre les 76ers de Philadelphie et établit ainsi son record d'interceptions en carrière.
À la fin de la saison 2013-2014, étant free-agent, il signe chez les Warriors de Golden State pour 3 ans et 16 millions de dollars. Il sera le back-up de Stephen Curry. Ils finissent par remporter le titre à la fin de la saison 2015, Livingston étant un des role players faisant la force du banc des Warriors tout le long de l'année.
Le 10 juillet 2019, après 5 saisons du côté des Warriors, il est coupé par ces derniers et devient donc agent libre.
Le 13 septembre 2019, après 15 ans de NBA, il annonce sa retraite sur les réseaux sociaux.

## Statistiques

### Saison régulière NBA
| Champion NBA |

gras = ses meilleures performances
Statistiques en saison régulière de Shaun Livingston :
| Saison     | Équipe        | Matchs         | Titul.         | Min./m         | % Tir          | % 3pts         | % LF           | Rbds/m.        | Pass/m.        | Int/m.         | Ctr/m.         | Pts/m.         |
| ---------- | ------------- | -------------- | -------------- | -------------- | -------------- | -------------- | -------------- | -------------- | -------------- | -------------- | -------------- | -------------- |
| 2004-2005  | Clippers      | 30             | 15             | 27,1           | 41,4           | 0,0            | 74,6           | 3,00           | 5,00           | 1,10           | 0,40           | 7,40           |
| 2005-2006  | Clippers      | 61             | 14             | 25,0           | 42,7           | 12,5           | 68,8           | 3,00           | 4,50           | 0,80           | 0,50           | 5,80           |
| 2006-2007  | Clippers      | 54             | 31             | 29,8           | 46,3           | 31,3           | 70,7           | 3,40           | 5,10           | 1,10           | 0,50           | 9,30           |
| 2007-2008  | Clippers      | DNP (blessure) | DNP (blessure) | DNP (blessure) | DNP (blessure) | DNP (blessure) | DNP (blessure) | DNP (blessure) | DNP (blessure) | DNP (blessure) | DNP (blessure) | DNP (blessure) |
| 2008-2009  | Miami         | 4              | 0              | 10,3           | 37,5           | 0,0            | 75,0           | 0,50           | 1,00           | 0,50           | 0,00           | 2,30           |
| 2008-2009  | Oklahoma City | 8              | 1              | 23,8           | 53,8           | 0,0            | 100            | 3,30           | 2,00           | 0,60           | 0,30           | 7,80           |
| 2009-2010  | Oklahoma City | 10             | 0              | 13,0           | 31,3           | 0,0            | 0,0            | 2,00           | 1,40           | 0,50           | 0,20           | 1,00           |
| 2009-2010  | Washington    | 26             | 18             | 25,6           | 53,5           | 0,0            | 87,5           | 2,20           | 4,50           | 0,50           | 0,30           | 9,20           |
| 2010-2011  | Charlotte     | 73             | 0              | 17,3           | 46,6           | 25,0           | 86,4           | 2,00           | 2,20           | 0,60           | 0,40           | 6,60           |
| 2011-2012* | Milwaukee     | 58             | 27             | 18,8           | 46,9           | 66,7           | 78,5           | 2,10           | 2,10           | 0,50           | 0,30           | 5,50           |
| 2012-2013  | Washington    | 17             | 4              | 18,8           | 36,4           | 0,0            | 100            | 2,20           | 2,20           | 0,60           | 0,10           | 3,70           |
| 2012-2013  | Cleveland     | 49             | 12             | 23,2           | 50,7           | 0,0            | 84,3           | 2,50           | 3,60           | 0,80           | 0,60           | 7,20           |
| 2013-2014  | Brooklyn      | 76             | 54             | 26,0           | 48,3           | 16,7           | 82,7           | 3,20           | 3,20           | 1,20           | 0,40           | 8,30           |
| 2014-2015  | Golden State  | 78             | 2              | 18,8           | 50,0           | 0,0            | 71,4           | 2,30           | 3,30           | 0,60           | 0,30           | 5,90           |
| 2015-2016  | Golden State  | 78             | 3              | 19,5           | 53,6           | 16,7           | 86,0           | 2,20           | 3,00           | 0,70           | 0,30           | 6,30           |
| 2016-2017  | Golden State  | 76             | 3              | 17,7           | 54,7           | 33,3           | 70,0           | 2,00           | 1,80           | 0,50           | 0,30           | 5,10           |
| 2017-2018  | Golden State  | 71             | 7              | 15,9           | 50,1           | 0,0            | 82,0           | 1,80           | 2,00           | 0,50           | 0,30           | 5,50           |
| 2018-2019  | Golden State  | 64             | 0              | 15,1           | 51,9           | 0,0            | 78,4           | 1,80           | 1,80           | 0,50           | 0,40           | 4,00           |
| Total      | Total         | 833            | 191            | 20,6           | 48,6           | 17,8           | 79,4           | 2,40           | 3,00           | 0,70           | 0,40           | 6,30           |

Note :

* Cette saison a été réduite de 82 à 66 matchs en raison d'un lock out.
Mise à jour le 2 juillet 2022

### Playoffs NBA
| Saison | Équipe       | Matchs | Titul. | Min./m | % Tir | % 3pts | % LF | Rbds/m. | Pass/m. | Int/m. | Ctr/m. | Pts/m. |
| ------ | ------------ | ------ | ------ | ------ | ----- | ------ | ---- | ------- | ------- | ------ | ------ | ------ |
| 2006   | Clippers     | 12     | 0      | 27,6   | 47,4  | 100    | 81,0 | 4,70    | 4,80    | 0,60   | 0,50   | 7,50   |
| 2014   | Brooklyn     | 12     | 10     | 27,1   | 51,2  | 100    | 73,0 | 3,50    | 3,30    | 0,40   | 0,40   | 9,70   |
| 2015   | Golden State | 21     | 0      | 17,8   | 53,2  | 0,0    | 84,0 | 2,40    | 1,80    | 0,40   | 0,20   | 5,00   |
| 2016   | Golden State | 24     | 7      | 21,4   | 48,8  | 0,0    | 86,5 | 3,20    | 3,30    | 0,50   | 0,20   | 8,20   |
| 2017   | Golden State | 14     | 0      | 15,7   | 57,6  | 0,0    | 71,4 | 2,10    | 1,40    | 0,40   | 0,10   | 5,20   |
| 2018   | Golden State | 21     | 0      | 17,2   | 53,6  | 0,0    | 88,0 | 2,20    | 1,50    | 0,30   | 0,00   | 6,70   |
| 2019   | Golden State | 22     | 2      | 14,6   | 45,3  | 0,0    | 84,0 | 1,40    | 1,40    | 0,50   | 0,20   | 4,00   |
| Total  | Total        | 126    | 19     | 19,4   | 50,7  | 28,6   | 81,9 | 2,60    | 2,40    | 0,40   | 0,20   | 6,40   |

Mise à jour le 2 juillet 2022

## Palmarès
- Champion NBA en 2015, 2017 et 2018 avec les Warriors de Golden State.
- Finales NBA contre les Cleveland Cavaliers en 2016 et les Toronto Raptors en 2019
- Champion de la Conférence Ouest en 2015, 2016, ,2017,2018 et 2019 avec les Warriors de Golden State.
- Champion de la Division Pacifique en 2015, 2016, 2017, 2018 et 2019 avec les Warriors de Golden State.

## Records personnels et distinctions
Les records personnels de Shaun Livingston, officiellement recensés par la NBA sont les suivants :
| Type statistique            | Saison régulière | Saison régulière         | Saison régulière  | Playoffs | Playoffs                 | Playoffs      |
| Type statistique            | Record           | Adversaire               | Date              | Record   | Adversaire               | Date          |
| --------------------------- | ---------------- | ------------------------ | ----------------- | -------- | ------------------------ | ------------- |
| Points en un match          | 25               | @ Celtics de Boston      | 9 avril 2010      | 20       | @ Cavaliers de Cleveland | 3 juin 2016   |
| Paniers marqués en un match | 11               | Pistons de Détroit       | 4 avril 2014      | 7        | @ Nuggets de Denver      | 29 avril 2006 |
| Paniers tentés en un match  | 18               | @ Pacers de l'Indiana    | 1er février 2014  | 11       | @ Raptors de Toronto     | 30 avril 2014 |
| Paniers à 3 points réussis  | 2                | @ Suns de Phoenix        | 1er novembre 2006 | 1        | 2 fois                   |               |
| Paniers à 3 points tentés   | 2                | 4 fois                   |                   | 1        | 2 fois                   |               |
| Lancers francs réussis      | 8                | 3 fois                   |                   | 6        | @ Suns de Phoenix        | 22 mai 2006   |
| Lancers francs tentés       | 9                | 6 fois                   |                   | 7        | Heat de Miami            | 12 mai 2014   |
| Rebonds offensifs           | 5                | Raptors de Toronto       | 20 décembre 2006  | 4        | Suns de Phoenix          | 14 mai 2006   |
| Rebonds défensifs           | 8                | Heat de Miami            | 10 janvier 2014   | 7        | @ Nuggets de Denver      | 27 avril 2006 |
| Rebonds totaux              | 11               | Heat de Miami            | 10 janvier 2014   | 8        | @ Nuggets de Denver      | 27 avril 2006 |
| Passes décisives            | 14               | Warriors de Golden State | 24 février 2007   | 14       | Nuggets de Denver        | 1er mai 2006  |
| Interceptions               | 7                | Sixers de Philadelphie   | 3 février 2014    | 3        | 2 fois                   |               |
| Contres                     | 4                | 2 fois                   |                   | 2        | 2 fois                   |               |
| Balles perdues              | 7                | @ Suns de Phoenix        | 15 avril 2005     | 5        | Raptors de Toronto       | 27 avril 2014 |
| Minutes jouées              | 51               | Heat de Miami            | 10 janvier 2014   | 4        | @ Suns de Phoenix        | 16 mai 2006   |

- Double-double : 5 (au 14/05/2014)
- Triple-double : aucun.

## Salaires
| Année       | Équipe                   | Salaire      |
| ----------- | ------------------------ | ------------ |
| 2004-2005   | Clippers de Los Angeles  | 3 027 840 $  |
| 2005-2006   | Clippers de Los Angeles  | 3 254 880 $  |
| 2006-2007   | Clippers de Los Angeles  | 3 481 920 $  |
| 2007-2008   | Clippers de Los Angeles  | 4 404 629 $  |
| 2008-2009   | Grizzlies de Memphis     | 370 000 $    |
| 2009-2010   | Thunder d'Oklahoma City  | 296 695 $    |
| 2010-2011   | Bobcats de Charlotte     | 3 500 000 $  |
| 2011-2012*  | Bucks de Milwaukee       | 3 500 000 $  |
| 2012-2013   | Rockets de Houston       | 1 000 000 $  |
| 2012-2013   | Cavaliers de Cleveland   | 768 720 $    |
| 2012-2013   | Wizards de Washington    | 256 240 $    |
| 2013-2014   | Nets de Brooklyn         | 1 272 279 $  |
| 2014-2015   | Warriors de Golden State | 5 305 000 $  |
| 2015-2016   | Warriors de Golden State | 5 543 725 $  |
| 2016-2017   | Warriors de Golden State | 5 782 450 $  |
| 2017-2018   | Warriors de Golden State | 7 692 308 $  |
| 2018-2019   | Warriors de Golden State | 8 307 692 $  |
| Total Gains |                          | 57 764 378 $ |

Note : * En 2011, le salaire moyen d'un joueur évoluant en NBA est de 5 150 000 $.